# Ulica Franciszkańska w Warszawie

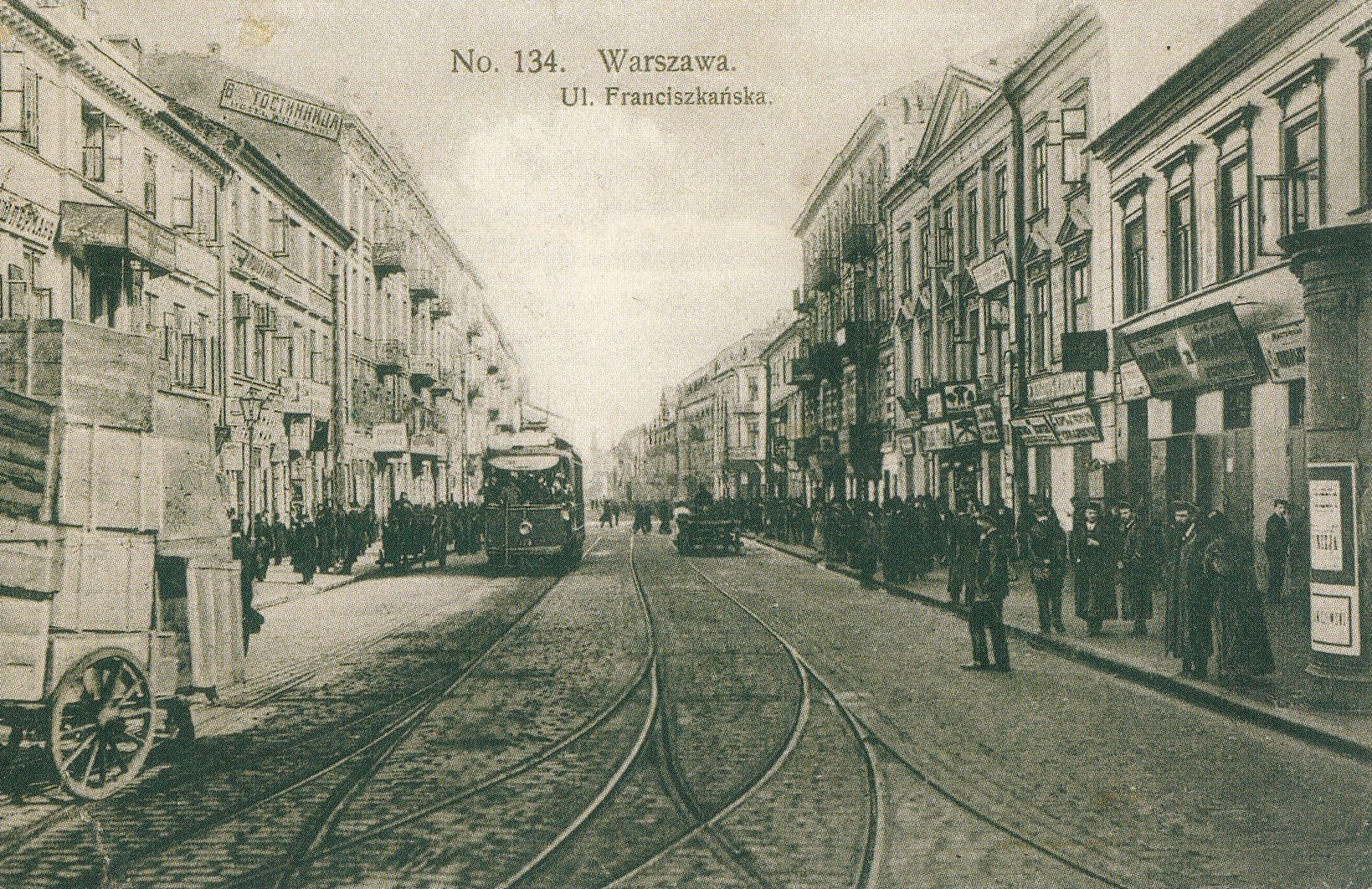
Ulica Franciszkańska ok. 1914. Widok ze skrzyżowania z ul. Nalewki w kierunku wschodnim

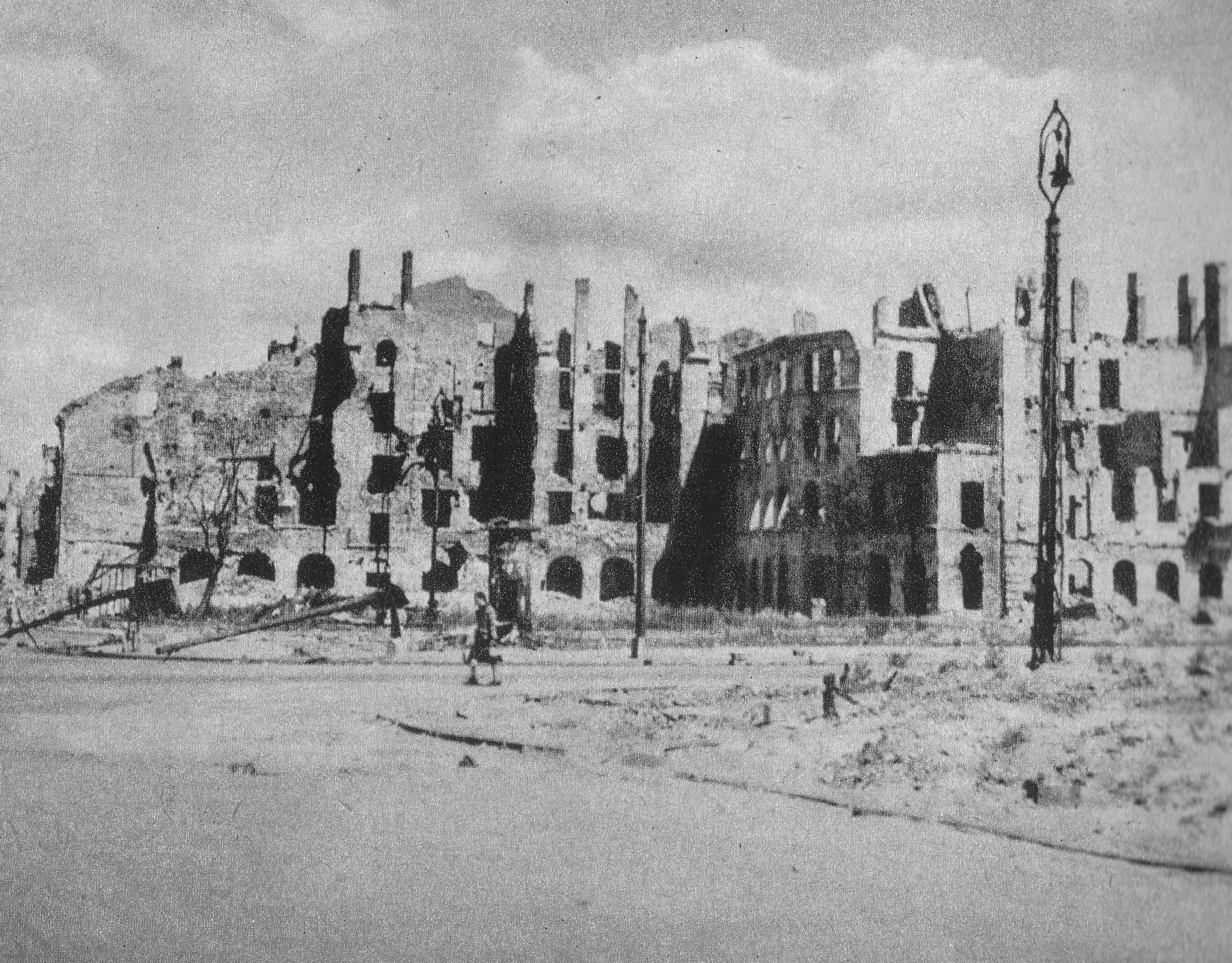
Ulica w 1945 roku

Ulica Franciszkańska – ulica w dzielnicy Śródmieście w Warszawie.

## Historia
Jest dawną drogą narolną Nowej Warszawy. Pierwsza zabudowa pojawiła się tam na początku XVI wieku. W 1621 została  przecięta Wałem Zygmuntowskim. W latach 1646–1647 u zbiegu z ul. Zakroczymską wybudowano kościół św. Franciszka wraz z klasztorem franciszkanów. Zabudowania te zostały spalone przez Szwedów w 1656. Nazwa ulicy została poświadczona w pierwszej połowie XVIII wieku. Nie wiadomo jednak, czy jej podstawą była nazwa zakonu, czy też klasztoru (obiektu). Jej przedłużeniem w kierunku zachodnim była ul. Gęsia.
W połowie XVIII wieku na rzeczce Bełczącej przecinającej ulicę w pobliżu ul. Wałowej wybudowano 24-metrowy most. Około 1770 u zbiegu ul. Wałową wystawiono jatki miejskie zwane Wolnicą należące do miasta Nowej Warszawy. W 1790 liczba jatek wynosiła 70 (pierwotnie 36). Już wcześniej przy Franciszkańskiej pojawiły się pierwsze szlacheckie siedziby. Przed rokiem 1732 u zbiegu z ul. Sapieżyńską wybudowano zapewne według projektu Józefa Fontany pałac dla Jana Skarbka.
Kolejnymi ważnymi obiektami były: wybudowany ok. 1734 pałac Jakuba Bonafusa wzniesiony u zbiegu z ul. Nowiniarską oraz dwór Ogińskich zwrócony fasadą ku ul. Bonifraterskiej. Przed końcem XVIII przy ulicy pojawiły się drewniane dworki i pierwsze, murowane kamieniczki. Zabudowa została częściowo zniszczona podczas walk z Rosjanami w 1794.
Okres wzmożonej aktywności budowlanej ul. Franciszkańska przeżyła w latach 20. XIX wieku, w związku z osiedleniem się tu ludności żydowskiej. Powstało w tym okresie 21 kamienic, kilka też przebudowano. Architektem szczególnie aktywnie działającym przy Franciszkańskiej był Henryk Galle, twórca 12 realizacji. Pozostałe kamienice zaprojektowali m.in.  Hilary Szpilowski i Bonifacy Witkowski.
Po okresie powstania listopadowego ruch budowlany znacznie zmalał w związku z brakiem wolnych działek budowlanych. Mieszkańcami byli niemal sami Żydzi, a Franciszkańska stała się ważną ulicą handlową. Działały tu liczne sklepiki oferujące towary bławatne oraz futra i skóry. Fabryk w XIX wieku jeszcze nie było wiele: wiadomo o manufakturze płótna Landego, zastąpionej później fabryką tabaczną, od lat 60. istniał też hotel − Zajazd Litewski. Pod koniec wieku XIX wybudowano jeszcze kilka kamienic o neorenesansowych fasadach. Często też do istniejących kamienic dostawiano nowe oficyny lub dobudowywano kolejną kondygnację domu frontowego.
Początek wieku XX zaowocował kilkoma nowymi kamienicami o ornamentyce posecesyjnej lub modernistycznej; wśród autorów tych obiektów pojawiają się nazwiska dwóch architektów przybyłych z Odessy - Henryka Stifelmana i Stanisława Weissa. W okresie międzywojennym przy Franciszkańskiej nie wzniesiono żadnego nowego budynku. Po roku 1936 wyburzono halę targową i trzy kamienice w związku z przedłużeniem i poszerzeniem ul. Bonifraterskiej. Podczas obrony Warszawy niektóre budynki zostały zniszczone.
W listopadzie 1940 ulica na całej swej długości została włączona do warszawskiego getta. W grudniu 1941 cały obszar Nowego Miasta wraz ze wschodnim odcinkiem ulicy został wyłączony z dzielnicy zamkniętej, a granicę getta przesunięto na środek ul. Bonifraterskiej.
Powstanie w getcie i powstanie warszawskie doprowadziły do całkowitego zniszczenia zabudowy ulicy. Wypalone ruiny kamienic rozebrano w latach 1946–1947, wznosząc nowe zabudowania, częściowo o historyzujących formach.

## Ważniejsze obiekty
- Kościół św. Franciszka
- Upamiętnienie granicy getta (u zbiegu z ul. Freta)
- Ambasada Chińskiej Republiki Ludowej